# Flughafen La Florida

i8
i11
i13
Der Flughafen La Florida (spanisch: Aeródromo La Florida) ist ein chilenischer Flughafen etwa 6 Kilometer östlich der Großstadt La Serena in der Región de Coquimbo. Der Flughafen wurde schon 1949 eingeweiht, seither ist er der wichtigste Flughafen der Region. In den kommenden Jahren soll er weiter ausgebaut und renoviert werden.

## Fluggesellschaften und Flugziele
| Fluggesellschaft | Ziele                                                              |
| ---------------- | ------------------------------------------------------------------ |
| LATAM            | Antofagasta, Calama, Santiago de Chile                             |
| Sky Airline      | Iquique, Antofagasta, Calama, Santiago de Chile                    |
| JetSmart         | Arica, Iquique, Calama, Antofagasta, Concepción, Santiago de Chile |
| Quellen:         |                                                                    |

## Zwischenfälle
- Am 9. Dezember 1982 stürzte eine Fairchild F-27 der Aeronor Chile (Luftfahrzeugkennzeichen CC-CJE) zwei Kilometer vor der Landebahn am Flughafen La Florida ab. Nach einem Triebwerksschaden war es zu einem Strömungsabriss gekommen. Alle 46 Personen an Bord starben (42 Passagiere und 4 Besatzungsmitglieder).[5]